# Silvano Barco
Silvano Barco (Bormio, 5 maggio 1963) è un ex fondista italiano.

## Biografia
In Coppa del Mondo ottenne il primo risultato di rilievo il 3 marzo 1985 a Lahti (18°) e il primo podio il 19 marzo 1988 a Oslo (2°).
In carriera prese parte a un'edizione dei Giochi olimpici invernali, Calgary 1988 (38° nella 30 km, 5° nella staffetta), e a due dei Campionati mondiali (4° nella staffetta a Val di Fiemme 1991 il miglior risultato).
Al termine della carriera, nel 1996, dichiarò di aver fatto ricorso all'autoemotrasfusione presso il centro studi dell'Università di Ferrara guidato da Francesco Conconi, accusando al contempo il CONI; affermò di aver eseguito tale pratica dopante fino al 1988, ma di essersi rifiutato di assumere EPO e di esser stato per questo motivo emarginato dalla squadra. Nel 2004 Conconi fu prosciolto dal tribunale di Ferrara per intervenuta prescrizione, sebbene la corte avesse riconosciuto la sua colpevolezza e il coinvolgimento dei vertici del CONI, per i quali fu richiesta l'archiviazione con le stesse motivazioni.

## Palmarès

### Coppa del Mondo
- Miglior piazzamento in classifica generale: 18º nel 1988
- 3 podi (tutti individuali[4]):
  - 2 secondi posti
  - 1 terzo posto

### Campionati italiani
- 10 medaglie:
  - 4 ori (30 km nel 1988[senza fonte]; 50 km nel 1989[senza fonte];  ; 50 km nel 1991[senza fonte]; inseguimento[5] nel 1993)
  - 1 argento (50 km nel 1988[senza fonte])
  - 4 bronzi (15 km nel 1989[5]; 50 km nel 1992[senza fonte]; 50 km nel 1993[senza fonte]; 50 km nel 1994[senza fonte])